# Canthon edentulus
Canthon edentulus là một loài bọ cánh cứng trong họ Bọ hung (Scarabaeidae).